# 大潭港

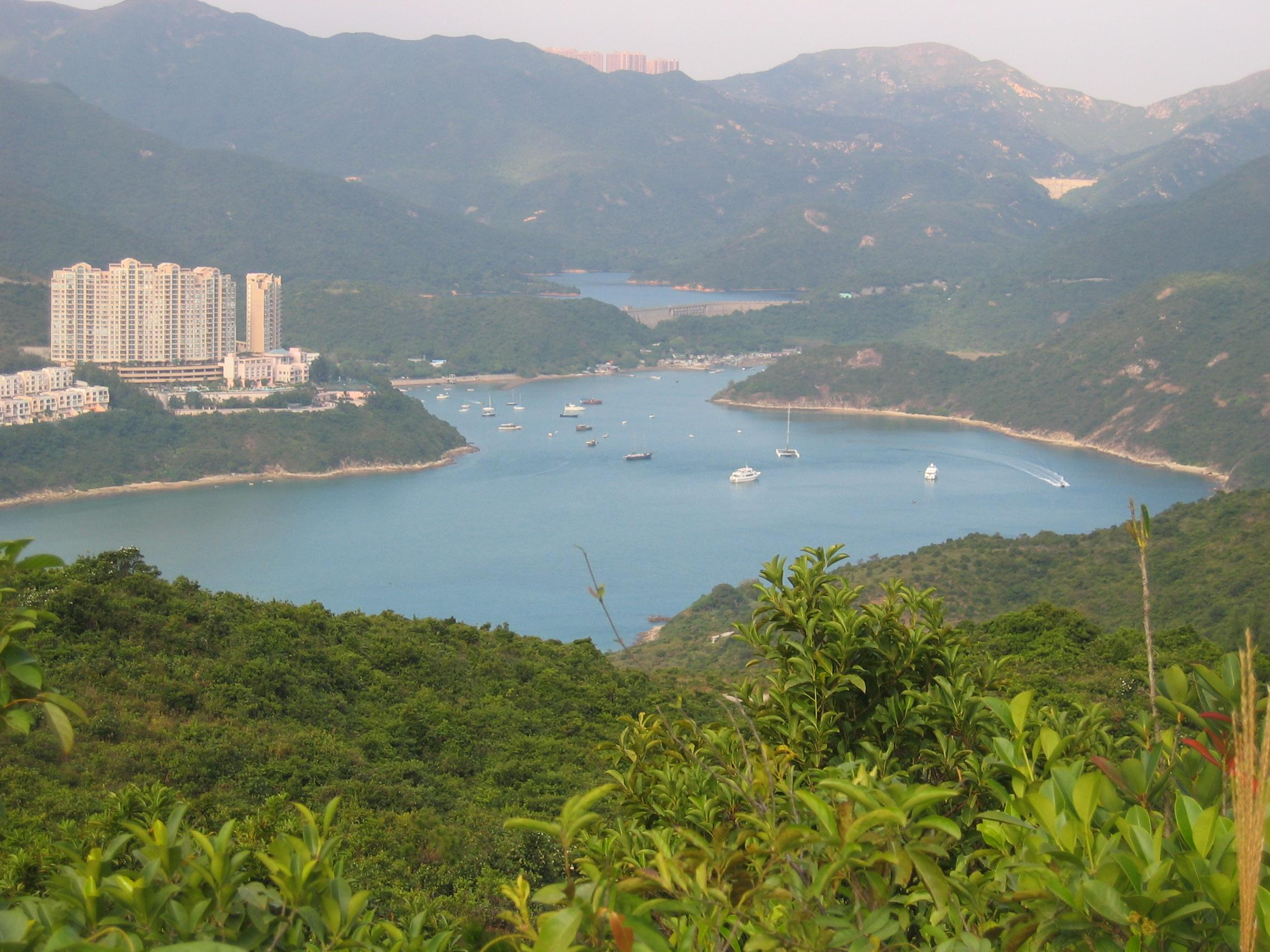
大潭港

大潭港（英語：Tai Tam Harbour），是香港的其中一個內港海灣，位於香港島南區的大潭灣之內。
大潭港內有紅樹林，為香港島上唯一一處有紅樹林的地方，也是香港唯一一個有自然環境掩護的潮間帶泥灘。
大潭港內灣於1975年10月24日被鑑定為具特殊科學價值地點。

## 鄰近
- 大潭篤水塘（西方）
- 紅山半島（西南方）
- 爛泥灣（東岸）